# Натальино (городской округ Навашинский)
Ната́льино — село в Навашинском городском округе Нижегородской области России. До мая 2015 года административный центр Натальинского сельсовета.

## География
Село располагается на правом берегу реки Тёши.

## Население
| 2002 | 2010  |
| ---- | ----- |
| 1203 | ↘1010 |

## Инфраструктура
В селе расположено отделение Почты России (индекс 607110).